# Katarinaskolan
Katarinaskolan är en humanistisk kristen fristående högstadieskola i centrala Uppsala. Skolan har ca 430 elever fördelade på sexton klasser i fyra årskurser (6–9).

## Historia
Katarinaskolan grundades år 1994 av Lotta Misgeld och Stephen Coombs och är belägen på Nedre Slottsgatan i Uppsala.
Grundarna var länge skolans rektor och studierektor. En privat stiftelse, Heliga Katarinas Skolstiftelse, är skolans huvudman. Ledamöterna tillhör huvudsakligen de romersk-katolska och ortodoxa kyrkorna, men stiftelsen är fristående.
Katarinaskolan har en humanistiskt kristen värdegrund och har en särskild handlingsplan för att stärka kulturens roll i lärandet.

## Undervisning
Skolan är godkänd utifrån en egen läroplan (Katarinaskolans läroplan, KL). Skolans profil beskrivs där som "humanistiskt kristen" men ser sig inte som konfessionell utan vänder sig till alla intresserade. 
Skolan har tidigare haft ett alldeles eget språkämne, "klassisk språktradition", med språklig utgångspunkt i latinet men med utblickar mot alla tänkbara språk och ”språkligheter”, liksom mot kulturhistorien. Det ämnet var obligatoriskt för alla elever från och med årskurs 7. Sommaren 2013 fick skolan ett utlåtande från Skolinspektionen att ämnet inte kan fortsätta som ett betygssatt ämne enligt skolans ursprungliga tillstånd.

## Heraldik

### Skolans vapen
Skolans vapen föreställer den heliga Katarinas hjul med åtta ekrar och lika många knivseggar allt av silver, vars mitt är överlagd med ett kors av guld. 

### Klassvapen
Skolan har valt att namnge klasserna efter djur på latin, till exempel Corvus (Korp), Bombus (Humla), Dasypus (Bältdjur) och Mergus (Skrake). I slutet av årskurs nio skapar klasserna egna vapensköldar med sina klassdjur som motiv.

## Ikoner
Katarinaskolan äger fem ikoner som målats på beställning av skolans styrelse alla dessa förvaras i skolans kapell "Katarinarummet". 
- Den helige Martin av Tours (med de heliga Aldhelm, Martin av Braga, Bonifatius och Ansgar)
- Guds Moder av Tikhvin (med tolv scener ur Guds Moders liv)
- Vår Herre Jesus Kristus vid tolv års ålder i templet i Jerusalem (med den gammaltestamentliga Gudomliga Treheten)
- Den heliga stormartyren Katarina av Alexandria (med tolv scener ur hennes liv)
- Vår Herre Jesus Kristus Korsfästelse (med den helige Lasarus Uppväckande, de heliga Myrrabärerskorna och Ängeln vid den heliga Graven på morgonen efter Vår Herres Uppståndelse, och de heliga Boris och Gleb)[5]

## Kända alumner
- Sebastian Siemiatkowski
- Mares